# Walton (Kentucky)
Pour les articles homonymes, voir Walton.
Waltyon est une ville du Comté de Kenton et du Comté de Boone dans le Kentucky.
La ville a été fondée en 1840.
Sa population était de 3 635 habitants en 2010.

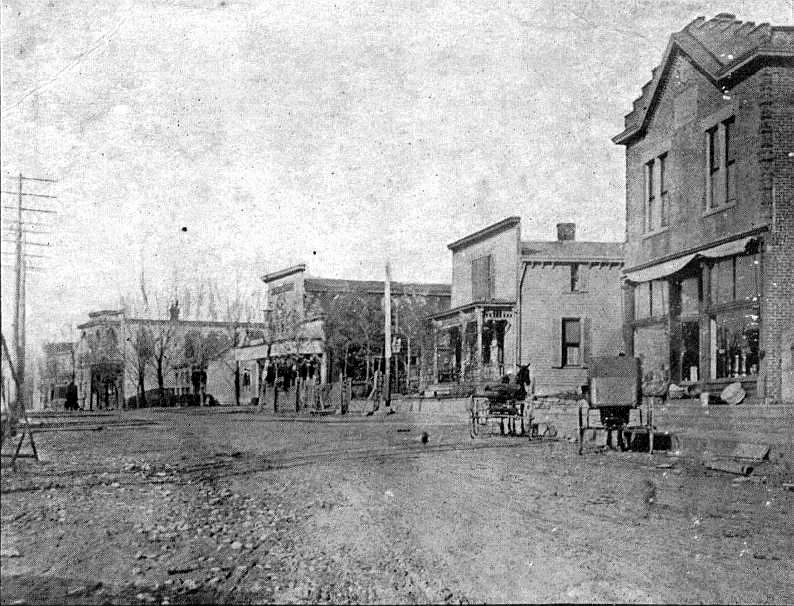
Walton vers 1908
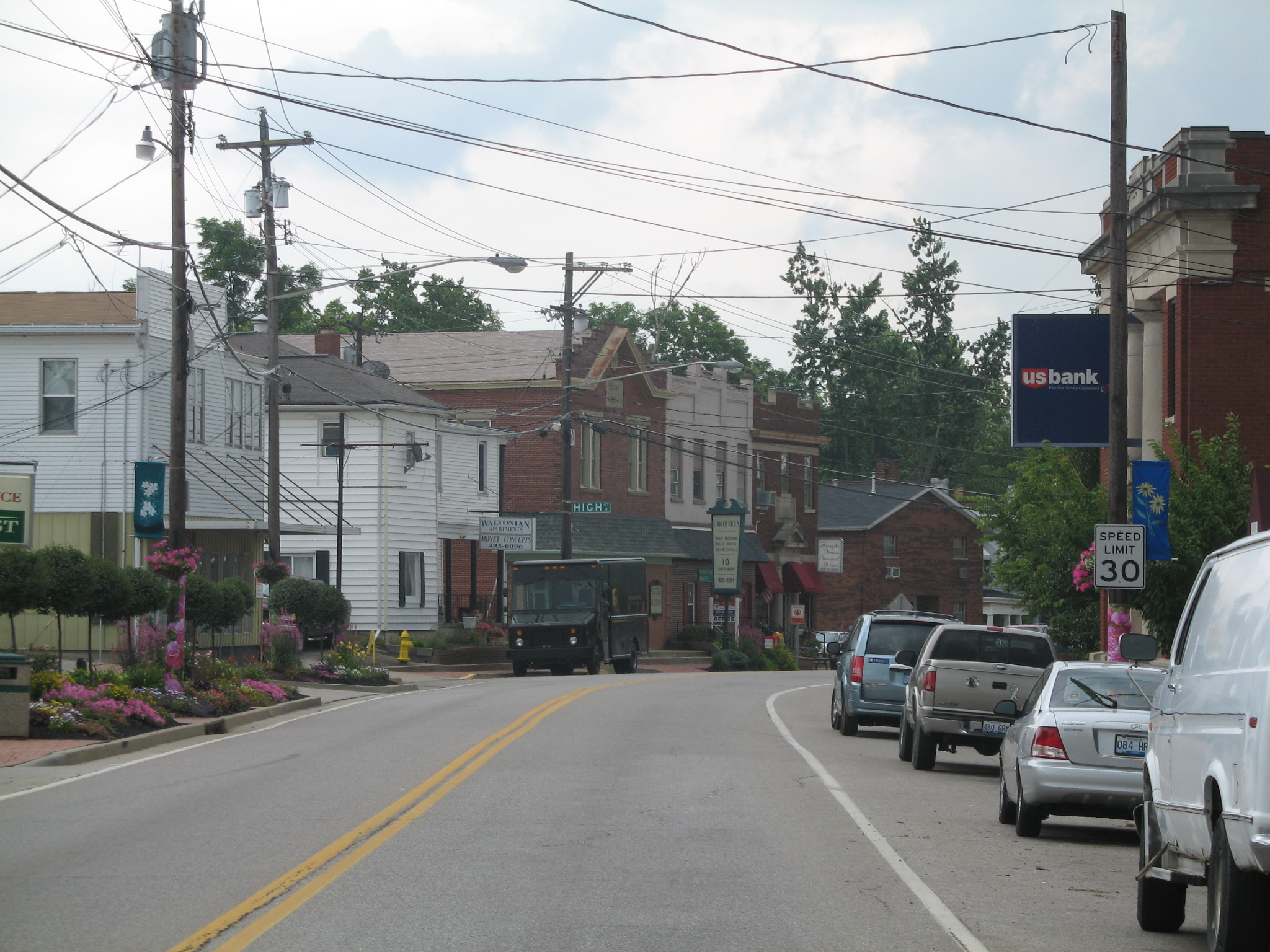
Walton en 2009